# استخوان کله‌ای
استخوان کَلّه‌ای یا کَپیتِیت (به انگلیسی: Capitate) یکی از هشت استخوان مج دست است. این استخوان بزرگترین استخوان مچ دست است. به استخوان کله‌ای، استخوان رأسی و استخوان بزرگ هم گفته‌اند.
این استخوان در ردیف دورینه (دیستال) یا ردیفی که به کف دست نزدیک‌تر است در وسط و بین استخوانچه‌های نیمه‌چهارپهلو (تراپزوئید) و چنگکی (هَمِیت) قرار گرفته است.

## نگارخانه

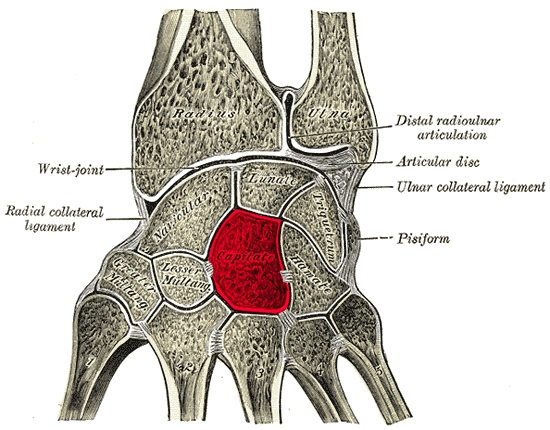